# Bom Jesus do Itabapoana
Bom Jesus do Itabapoana is een gemeente in de Braziliaanse deelstaat Rio de Janeiro. De gemeente telt 35.303 inwoners (schatting 2009).
De plaats ligt aan de rivier de Itabapoana. Aan de overzijde van de rivier ligt Bom Jesus do Norte in de deelstaat Espírito Santo.

## Aangrenzende gemeenten
De gemeente grenst aan Campos dos Goytacazes, Italva, Itaperuna, Natividade, Varre-Sai, São José do Calçado (ES), Bom Jesus do Norte (ES), Apiacá (ES) en Mimoso do Sul (ES)

## Verkeer en vervoer
De plaats ligt aan de wegen BR-393, BR-484, RJ-186 en RJ-230.